# Llista de videojocs de Pokémon
Al llarg dels anys, la franquícia Pokémon ha llançat al mercat diversos videojocs.

## Sèrie principal per a consoles portàtils[1]
- Pokémon Green and Red, 1995 (Game Boy)
- Pokémon Red and Blue, 1996 (Game Boy)
- Pokémon Yellow: Special Pikachu Edition, 1998 (Game Boy Color)
- Pokémon Gold and Silver, 1999 (Game Boy Color)
- Pokémon Crystal, 2000 (Game Boy Color)
- Pokémon Ruby and Sapphire, 2002 (Game Boy Advance)
- Pokémon FireRed and LeafGreen, 2004 (Game Boy Advance)
- Pokémon Emerald, 2004 (Game Boy Advance)
- Pokémon Diamond and Pearl, 2006 (Nintendo DS)
- Pokémon Platinum, 2008 (Nintendo DS)
- Pokémon HeartGold i Pokémon SoulSilver, 2009 (Nintendo DS)
- Pokémon Black and White, 2010 (Nintendo DS)
- Pokémon Black 2 and White 2, 2012 (Nintendo DS)
- Pokémon X and Y, 2013 (Nintendo 3DS)
- Pokémon Omega Ruby and Alpha Sapphire, 2014 (Nintendo 3DS)

## Altres jocs per a consoles portàtils[1]

### SèrieTrading Card Game
- Pokémon Trading Card Game, 1998 (Game Boy Color)
- Pokémon Card GB2, 2001 (Game Boy Color)

### Pinballs
- Pokémon Pinball, 1999 (Game Boy Color)
- Pokémon Pinball: Ruby and Sapphire, 2003 (Game Boy Advance)

### SèrieRanger
- Pokémon Ranger, 2006 (Nintendo DS)
- Pokémon Ranger: Shadows of Almia, 2008 (Nintendo DS)
- Pokémon Ranger: Guardian Signs, 2010 (Nintendo DS)

## Sèrie per a consoles
- Pokémon Stadium, 1999 (Nintendo 64)
- Pokémon Stadium 2, 2000 (Nintendo 64)
- Pokémon Colosseum, 2003 (GameCube)
- Pokémon XD: Gale of Darkness, 2005 (GameCube)
- Pokémon Battle Revolution, 2006 (Wii)

## Altres títols[1]

### SèrieMystery Dungeon
- Pokémon Mystery Dungeon: Blue Rescue Team and Red Rescue Team, 2005 (Game Boy Advance, Nintendo DS)
- Pokémon Mystery Dungeon: Explorers of Time and Explorers of Darkness, 2007 (Nintendo DS)
- Pokémon Mystery Dungeon: Explorers of Sky, 2009 (Nintendo DS)
- Pokémon Mystery Dungeon: Keep Going! Blazing Adventure Squad, Let's Go! Stormy Adventure Squad and Go For It! Light Adventure Squad, 2009 (WiiWare)

### Altres
- Hey You, Pikachu!, 1998 (Nintendo 64)
- Pokémon Snap, 1999 (Nintendo 64)
- Pokémon Puzzle League, 2000 (Nintendo 64)
- Pokémon Puzzle Challenge, 2000 (Game Boy Color)
- Pokémon Channel, 2003 (GameCube)
- Pokémon Box: Ruby and Sapphire, 2003 (GameCube)
- Pokémon Dash, 2004 (Nintendo DS)
- Pokémon Trozei, 2005 (Nintendo DS)
- Pokémate, 2006 (Telèfon mòbil)
- Pokémon Battrio, 2007 (Arcade)
- My Pokémon Ranch, 2008 (WiiWare)
- Pokémon Rumble, 2009 (WiiWare)
- PokéPark Wii, 2009 (Wii)
- Pokédex 3D, 2011 (Nintendo 3DS Download Software)
- PokéPark 2: Wonders Beyond, 2012 (Wii)
- Pokédex 3D Pro, 2012 (Nintendo 3DS Download Software)
- RAdar Pokémon, 2012 (Nintendo 3DS Download Software)